# ماشيار
الماشيار هو مجتمع مسلم يوجد في ولاية كجرات في الهند. ويعرفون أيضًا باسم الماشهي.

## الأصل والتاريخ
الماشيار هو مجتمع من صيّادو السمك  يتواجدون في جميع أنحاء المناطق الساحلية في ولاية كجرات من كوتش إلى جنوب ولاية كجرات. قيل أنهم أولاً استقروا في بَتان (من مناطق كجرات)، العاصمة التاريخية لكجرات. ويقال إن المجتمع جاء من السند، وينتمون إلى قبيلة الملاح. يتحدثون الكوتشية فيما بينهم. وفقًا للتقاليد الأخرى، فإنهم مسلمون متحولون من طبقة الخروة (طبقة هندوسية).